# Hôtel Polissya

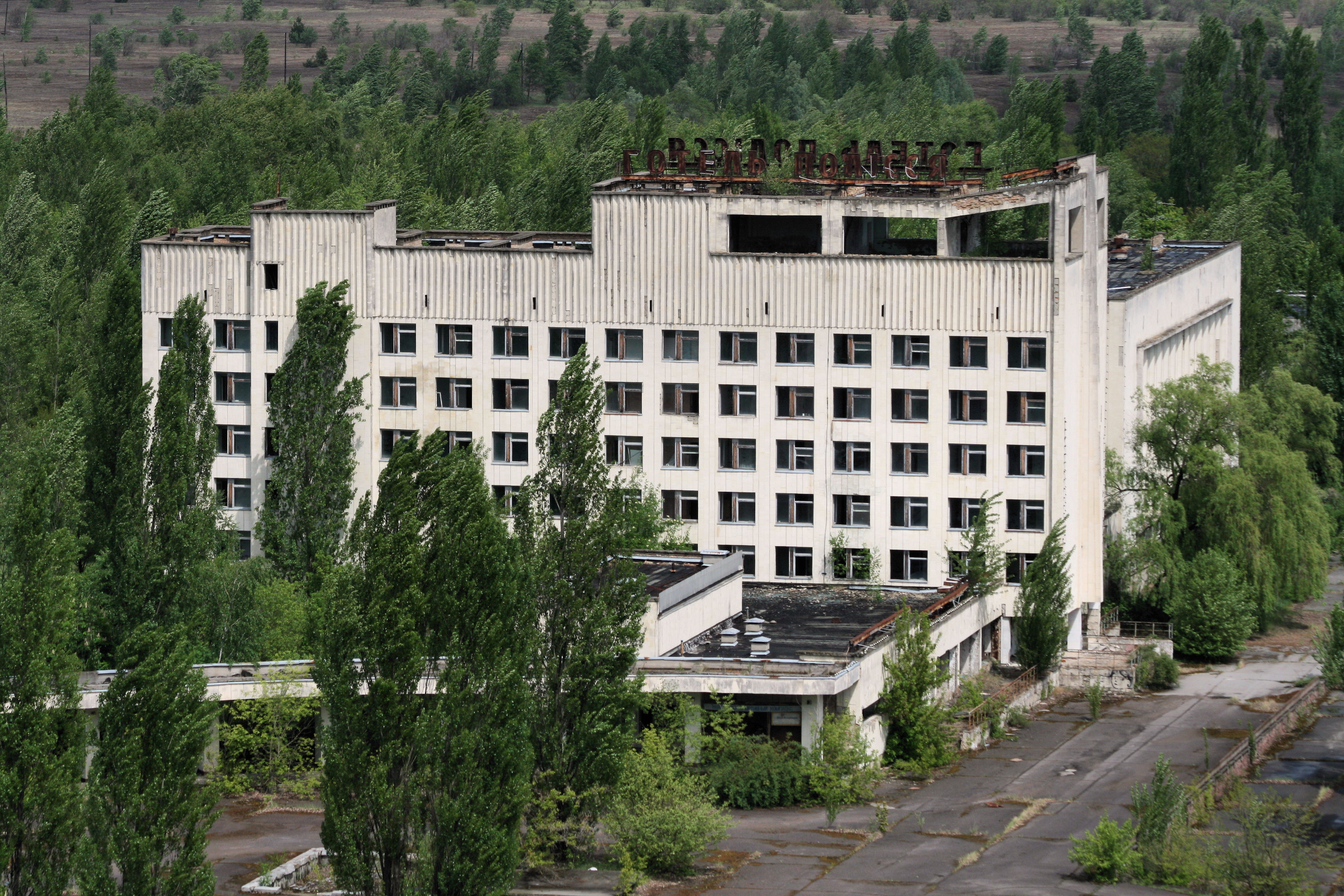
L'Hôtel Polyssia en 2009

L'Hôtel Polissya est l'un des plus hauts bâtiments de la ville fantôme de Pripiat (Ukraine), abandonnée à la suite de l'accident nucléaire de Tchernobyl, le 26 avril 1986. Il a été construit au milieu des années 1970 afin d'accueillir les clients venant visiter la centrale nucléaire de Tchernobyl ; il est aujourd'hui à moitié en ruines et présente un risque d'effondrement.
Bien après l'évacuation de la ville de Pripiat et malgré le risque de contamination, cet hôtel a continué d'être occupé les jours et les semaines qui ont suivi, afin d'y loger les ingénieurs nucléaires venus de toute l'URSS, pour y manger et dormir, afin de constater l'ampleur de la catastrophe, évaluer ses conséquences, et d'y préparer le nettoyage de la centrale ainsi que la construction d'une dalle de béton sur le réacteur 4 détruit afin de stopper les rejets des fumés hautement radioactives, l'hôtel avait servi également pour les réunions de crises liés à la catastrophe.

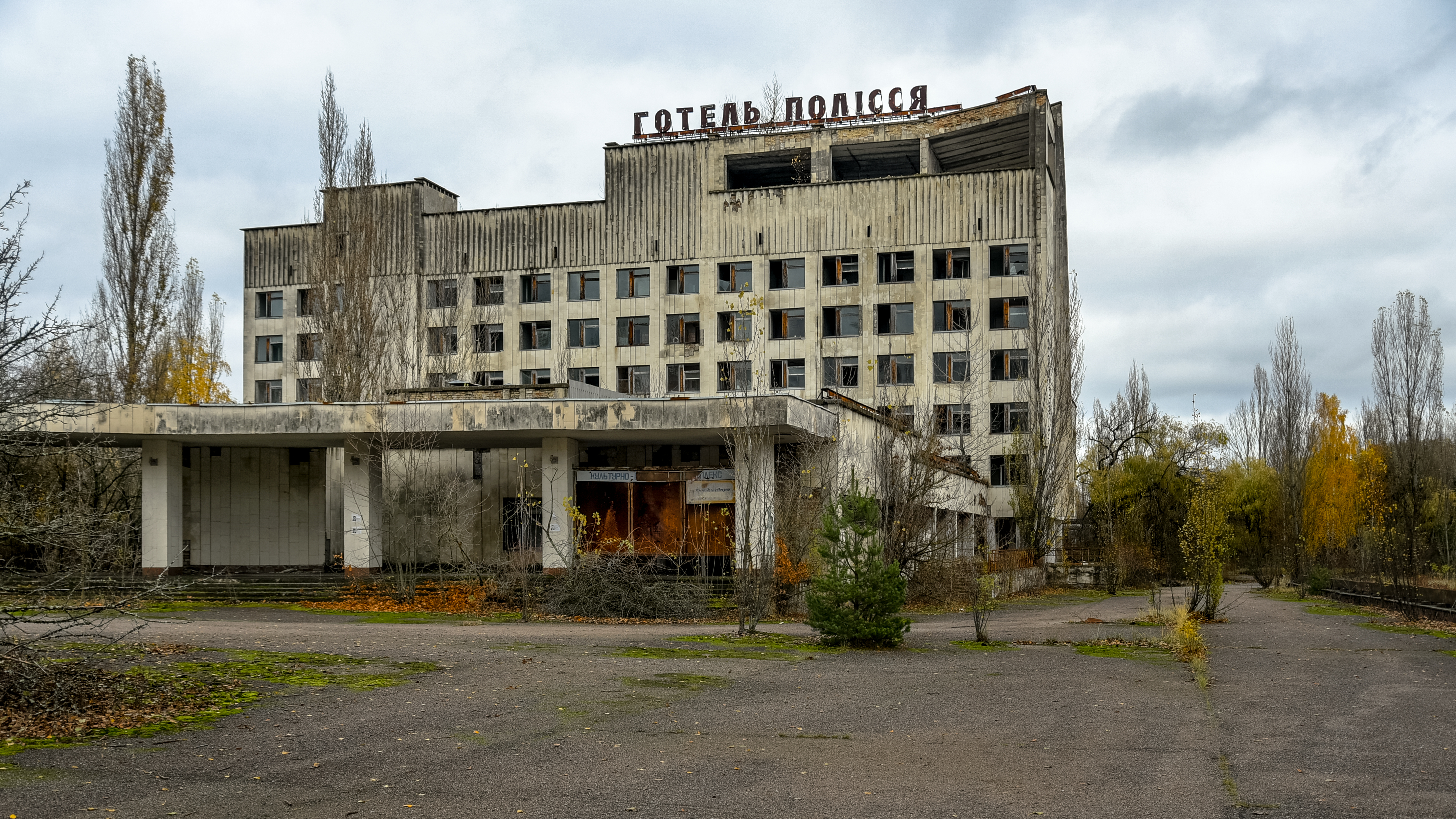
Juin 2019
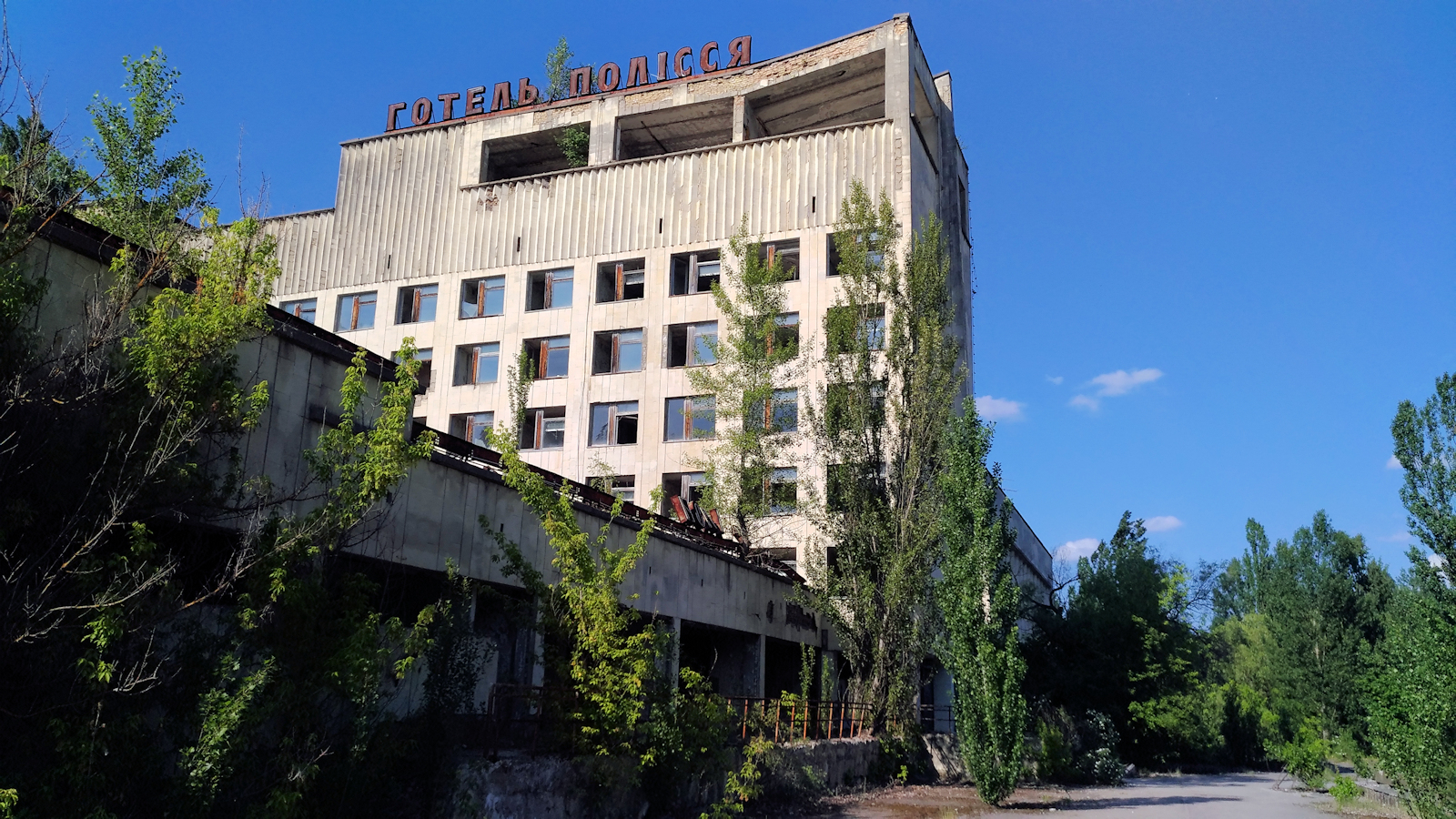
L'hôtel Polissya en contre-plongée
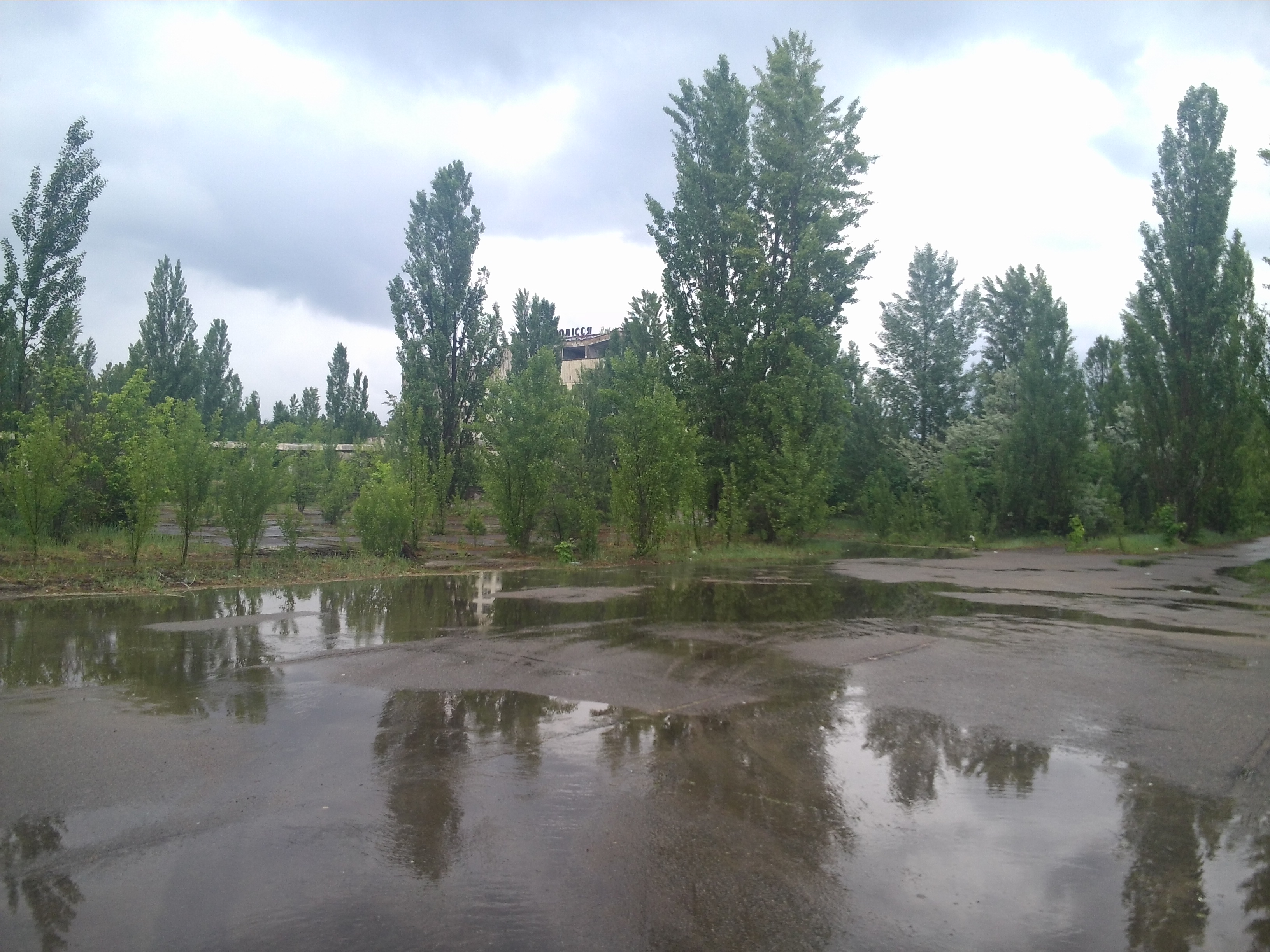
Depuis la place centrale de Pripyat, l'hôtel Polissya peut être vu derrière les arbres

Cet hôtel est représenté dans le jeu vidéo Call of Duty 4: Modern Warfare et dans STALKER: Shadow of Chernobyl. 